# Elpidi del Gavaldà
Elpidi del Gavaldà (Gavaldà, Losera, començament del segle iii - Briude, Alt Loira, Alvèrnia, ca. 257) fou un eremita, màrtir del cristianisme. És venerat com a sant per l'Església catòlica.

## Biografia
Se'n sap molt poc, i la majoria de dades són llegendàries. Era contemporani de Sant Privat de Mende. Segons la tradició, era un gabal convertit al cristianisme. Molt devot, promogué el culte als màrtirs i les seves relíquies. Va participar en els enterraments de Julià de Briude i de Privat de Mende.
Elpidi vivia al final de la seva vida en una ermita de les gorges del riu Allier. Descobert per un grup de pagans, en no voler abjurar del cristianisme fou mort.

## Veneració
Enterrat a Briude (Alt Loire, Alvèrnia), les relíquies foren portades, el 1855, a l'església de Saint-Julien-de-Brioude. És especialment venerat a les diòcesis de Mende i del Velai.